# لي سنغ-ها
لي سنغ-ها (هانغل: 이상하) هو لاعب كرة قدم كوري جنوبي في مركز الهجوم، ولد في 19 أبريل 1985 في كوريا الجنوبية. لعب مع سوون سامسونغ بلووينغز ونادي هوم يونايتد.

## وصلات خارجية
- لي سنغ-ها على موقع قاعدة بيانات كرة القدم.إي يو (الإنجليزية)
- لي سنغ-ها على موقع Soccerway.com (الإنجليزية)